# Marcos Loayza
Marcos Loayza (La Paz, Bolivia; 29 de noviembre de 1959) es un director y guionista de cine boliviano. Es considerado como un destacado cineasta latinoamericano, por varios críticos y publicaciones y sus películas han sido consideradas entre las mejores producciones latinas en varias selecciones, publicaciones, muestras y antologías y han sido merecedoras de varios premios y reconocimientos internacionales.

## Biografía
Marcos Loayza estudió Arquitectura en La Paz en la Universidad Mayor de San Andrés y cine en la Escuela Internacional de Cine y Video de San Antonio de los Baños, Cuba. Fue alumno de Alfredo Bryce Echenique, Jean-Claude Carrière y José Sanchis Siniestra. Fue profesor invitado de la Escuela Internacional de Cine y Video de San Antonio de los Baños.
Loayza ha realizado también varios proyectos en formato de video y en televisión. En 1995 dirigió la telenovela Radio Pasión.
Marcos Loayza ejerce la cátedra universitaria en cine y artes y ha dirigido varios videos publicitarios, educativos e institucionales.
También escribió teatro, la obra "séptimo sentido" una obra de la obra colectiva "excepciones" y adaptó para el teatro "el silencio del Mar" de Bruller Jean, todas estrenadas.
También se destaca como dibujante, sus ilustraciones se publican en los más prestigiosos periódicos de Bolivia

## Filmografía
En 1995, estrenó su opera prima Cuestión de fe, largometraje con el que obtuvo varios reconocimientos internacionales entre los cuales podemos mencionar: el premio a la Mejor Ópera Prima en el XVII Festival del Nuevo Cine Latinoamericano de La Habana, Cuba, el galardón a Mejor Película en el Festival de Cine Inédito de Salamanca, España y premios especiales del jurado en el Festival Internacional de Biarritz, Francia, el Festival del Sol. Cuzco, Perú y el Festival Internacional de Cine de Trieste, Italia. También obtuvo reconocimientos en el Festival de Cine de Cartagena, Colombia, el festival Our Essence Festival of Latin American Cinema in New England. Providence, Rhode Island, EE. UU. La Federación Internacional de Prensa Cinematográfica (FIPRESCI) otorgó a Cuestión de fe mención especial en el Festival de Cine Iberoamericano de Huelva, España.

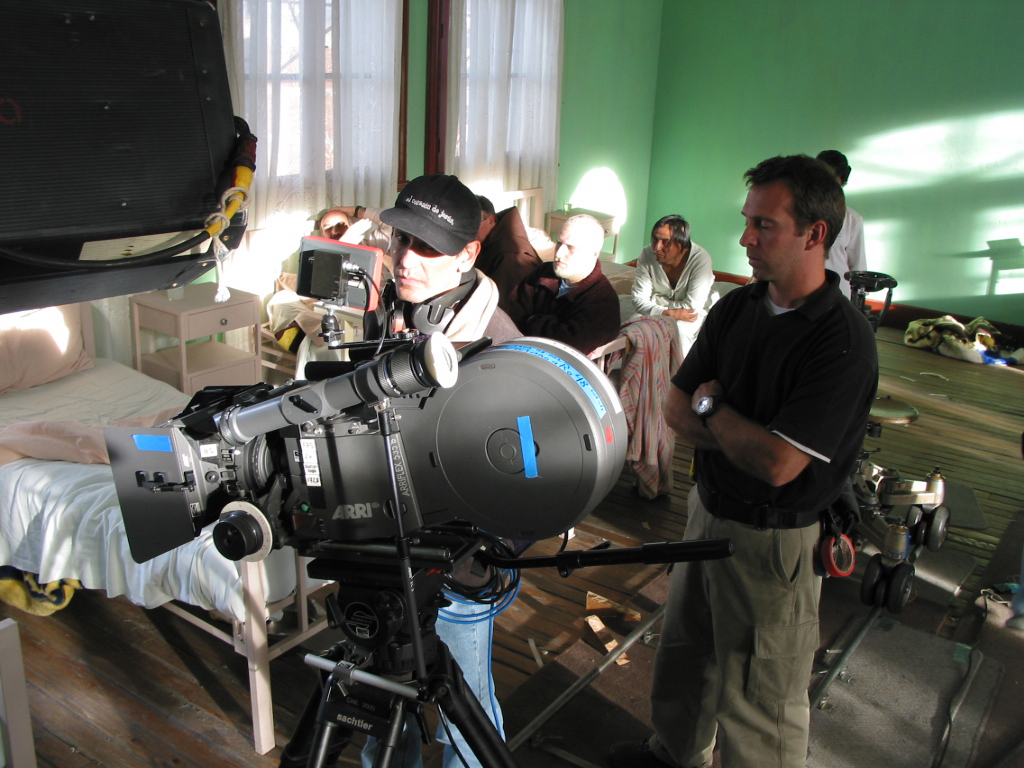
Rodaje de la película El corazón de Jesús

En 1998, dirigió su segundo largometraje, Escrito en el agua, producción cinematográfica argentina y el 2003 presentó Corazón de Jesús, largometraje que ganó el Premio Especial del Jurado en el Festival Internacional de Cine de Bogotá, el premio a la Mejor Actriz en el Festival Internacional de Cine de Mónaco y los premios a Mejor Película, Mejor Director, Mejor Actriz y Mejor Guion en el Festival ICARO de Guatemala.
Loayza también ha realizado los largometrajes El estado de las cosas (2007), documental en formato 35mm y Qué culpa tiene el tomate (2009).
En 2012 estrena Las Bellas Durmientes película filmada en Santa Cruz de la Sierra, con muy buena aceptación del público en Bolivia.
En 2016 realiza la serie documental Planeta Bolivia que trata la problemática ambiental en el país sudamericano en 5 capítulos de 25 minutos.  
En 2018 estrena Averno en BAFICI ganando el premio a mejor película latinoamericana. Ganó dos Kikitos en el Festival de Gramado. Participó además en los festivales de Festival Internacional de Cine de la India, en SANFIC, Festival Internacional del Nuevo Cine Latinoamericano de La Habana, Festival de cine Latinoamericano de Rosario, entre otros.

## Títulos
| Año  | Película                    |
| ---- | --------------------------- |
| 1995 | Cuestión de fe (DG)         |
| 1998 | Escrito en el agua (DG)     |
| 2004 | El Corazón de Jesús (DG)    |
| 2007 | El estado de las cosas (DG) |
| 2009 | Qué culpa tiene el tomate   |
| 2012 | Las Bellas Durmientes (DG)  |
| 2018 | Averno (DG)                 |

- DG: director y guionista